# Контактные кольца

Чертеж электродвигателя с контактными кольцами

Контактные кольца (англ. contact ring, slip ring) (также: кольцевой токосъёмник) — вид электрических контактов, выполненных в виде токопроводящего кольца с прилегающими к нему щётками, обеспечивающих подачу электричества во вращающейся электрической машине из одной части цепи в другую при помощи скользящего контакта.

## Применение
Контактные кольца применяются в случае невозможности прямой передачи электрической энергии при помощи проводов, например при подаче на вращающийся вал.
Используются в машиностроении, электродвигателях, робототехнике (для передачи информационного и управляющего сигнала). Применяемые в электродвигателях контактные кольца более предпочтительны по сравнению с коллекторным узлом, так как в процессе работы получают меньший износ.
В зависимости от выбранного технологического решения могут применяться контактные кольца концентрические и продольные.
Контактные кольца изготавливаются обычно из твёрдых металлов и, в отдельных случаях, имеют устойчивое к износу и воздействию внешней среды покрытие (позолоченное или серебряное).
Также известны случаи применения жидкометаллических контактных колец — ртутных токосъемников, обеспечивающих передачу больших токов и имеющие низкое сопротивление.

## Примеры использования
Электрические машины с контактными кольцами:
- Синхронные машины
- Асинхронные машины с фазным ротором;
- Двигатель Шраге;
- Коллекторный преобразователь частоты;
- Одноякорный преобразователь и др.